# Антоніо Бустаманте
Антоніо Санчес де Бустаманте-і-Сірвен (ісп. Antonio Sanchez Bustamante y Sirven; 13 квітня 1865, Гавана, Куба — 24 серпня 1951, Гавана) — відомий юрист-міжнародник, професор Гаванського університету, сенатор Куби.

## Сім'я
Батько Антоніо Бустаманте, Хуан Мануель Санчес де Бустаманте-і-Гарсія дель Барріо (Juan Manuel Sanchez de Bustamante y Garcia del Barrio), був лікарем в Гавані і професором описової анатомії в університеті Гавани.
У 1885 році Бустаманте одружився з Ізабелою Пулідо Пагес (Isabel Pulido Pages). У них було троє синів: Густаво і Антоніо Артуро Санчес де Бустаманте Пулідо (Gustavo, Arturo y Antonio Sánchez de Bustamante Pulido), обидва були адвокатами, а третій син, Даріо (Dario), помер будучи студентом юридичного факультету. Один з онуків Бустаманте, Антоніо Санчес де Бустаманте Монторо (Antonio Sánchez de Bustamante Montoro), також був адвокатом і професором філософії права в Університеті Гавани.

## Навчання
Санчес де Бустаманте завершив свою початкову і середню освіту в Коледжі-де-Белен (Colegio de Belen) в Гавані, і вищу — в інституті Кардинал Сіснерос (Cardenal Cisneros) в Мадриді.
Бустаманте розпочав вивчати право в Центральному університеті Мадрида, в той час, як його батько служив сенатором в іспанських кортесів. Бустаманте повернувся на Кубу і завершив свою ступінь ліценціата цивільного та канонічного права в Університеті Гавани в 1884 році. Через рік він завершив докторську дисертацію про історичну еволюцію Державної ради (el Consejo de Estado), і отримав ступінь доктора в Університеті Гавани.

## Трудова діяльність
З 1913 по 1923 рік Бустаманте був деканом Гаванської асоціації адвокатів (Havana Bar Association). Перебуваючи на цій посаді він організував І Національну юридичну конференцію в грудні 1916 року. Конференція була скликана для перегляду і оновлення правової системи Куби.
Бустаманте був першим президентом Національної академії мистецтв та літератури (Academia Nacional de Artes y Letras). Він також був одним з членів-засновників Кубинської академії іспанської мови (Academia Cubana de la Lengua Española). З 1942 року до своєї смерті він був президентом цієї академії. Бустаманте був також засновником і президентом Кубинської асоціації міжнародного права (Asociación Cubana de Derecho Internacional).
1908 року став членом Постійного арбітражного суду у Гаазі. Обійняв 1921 року посаду судді Міжнародного постійного суду, який було утворено під егідою Ліги Націй і був переобраний в 1930 році на другий термін, який повинен був закінчитися у 1942 році.

## Кодекс Бустаманте
Бустаманте є автором однієї з найбільш значних регіональних кодифікацій міжнародного приватного права — «Кодексу Бустаманте» (Código de Bustamante), який був схвалений більшістю держав Латинської Америки на VI Міжнародній конференції в Гавані 20 лютого 1928 р.
Цей кодекс складався з 437 статей, що утворюють вступний розділ та чотири книги:
І — про міжнародне цивільне право,
ІІ — про міжнародне торгове право,
ІІІ — про міжнародне кримінальне право,
IV — про міжнародний процес.
Цей кодекс був ратифікований Болівією, Бразилією, Венесуелою, Гаїті, Гватемалою, Гондурасом, Домініканською Республікою, Коста-Рикою, Кубою, Мексикою, Нікарагуа, Панамою, Перу, Сальвадором і Еквадором; в інших американських державах, в тому числі в США, застосовується в судах, як допоміжне джерело права.

## Інші публікації
Антоніо Бустаманте був редактором Гаванського «Журналу міжнародного права», автором регіональних кодифікацій «Бустаманте кодекс», «Про публічний порядок у міжнародному приватному праві» (1893), «Про Панамський канал і міжнародне право» (1895) «Про початок автономії в міжнародному приватному праві» (1914), «Про постійну палату міжнародного правосуддя» (1923 і 1925), «Про міжнародне повітряне право» (1945).